# Гертруда Брауншвейзька

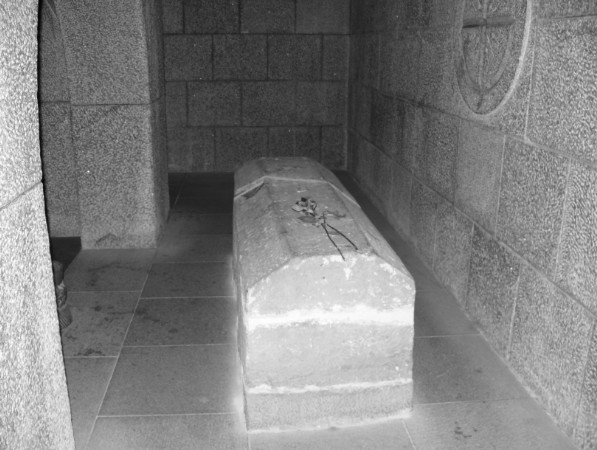
Склеп з тілом Гертруди Брауншвейзької

Гертруда Брауншвейзька (1060 — 9 грудня 1117) — маркграфиня Майсенська з династії Брауншвейгів.

## Біографія
Гертруда була дочкою Егберта I, маркграфа Майсенського та Ірмгарди Турінської. Вона була одружена з графом Дітрихом II з Катленбурзького дому. Коли її чоловік помер, вона стала регентом сина Дітріха III.
Гертруда вийшла вдруге заміж, цього разу за графа Генріха Товстого з династії Нортгеймів. Їхня донька Ригенза Нортгеймська одружиться з Лотарем Суплінбурзьким герцогом Саксонським, майбутнім імператором Священної Римської імперії. Після смерті другого чоловіка вона знову виступає регентом, цього разу для свого другого сина Оттона III.
Третім чоловіком Гертруди став Генріх I Айленбурзький, що походить з німецького княжого роду Веттінів. Їх син, Генріх II народився після його смерті в 1103 році.
Гертруда була одним із лідерів повстання проти Генріха IV, імператора Священної Римської імперії, і його сина Генріха V. Вона захищала інтереси своїх синів і пізніше забезпечила великий авторитет сім'ї.